# عاج دندان
عاج دندان یا دِنتین (به انگلیسی: Dentin) بافتی مینرالیزه است که تنهٔ اصلی دندان را تشکیل می‌دهد.
عاج در ناحیهٔ تاج، به وسیلهٔ مینا، و در ناحیهٔ ریشه، به وسیلهٔ سیمان پوشیده شده‌است.
محل اتصال عاج و مینا به صورت حاشیهٔ دندانه داری است و اتصال عاجی-مینایی یا DEJ (Dentino-Enamel Junction) نام دارد.
در صورتی که اتصال عاجی-سیمانی یا DCJ (Dentino-Cementum Junction) مشخص و واضح نیست.

## خصوصیات فیزیکی عاج
رنگ عاج در مقایسه با رنگ مینا، زرد است. نور به آسانی می‌تواند از مینای مینرالیزه و نازک عبور کند و به وسیلهٔ عاج، منعکس شود. به همین علت، تاج دندان، تقریباً نمای زردرنگی دارد. از آنجا که مادهٔ معدنی عاج بسیار بالا و تنها مقداری کمتر از میناست، بنابراین می‌توان گفت که عاج از استخوان و سیمان سخت‌تر، و از مینا سست‌تر است.

## خصوصیات شیمیایی و سلولی عاج
وزن عاج بالغ را حدود ۷۰٪ مواد معدنی، ۲۰٪ مواد آلی و ۱۰٪ آب تشکیل می‌دهد.
عاج به وسیلهٔ سلول‌هایی به نام ادنتوبلاست ساخته می‌شود که در محیط پالپ قرار دارند و زواید سلولی آن‌ها درون عاج و در ساختارهایی لوله مانند به نام «توبولهای عاجی» گسترده شده‌اند. این سلول‌ها در ابتدا ماتریکس آلی دنتین را می‌سازند و سپس آن را کلسیفیه می‌کنند.

### قسمت‌های مختلفدندان

#### تاج دندان
- مینا
- عاج
- پالپ
- لثه

#### ریشه دندان
- سمنتوم
- استخوان